# Phare du brise-lames d'Ashland

Le phare du brise-lames d'Ashland (en anglais : Ashland Harbor Breakwater Light), est un phare du lac Supérieur, dans la baie Chequamegon, situé en bout du brise-lames détaché du port Ashlanddans le comté d'Ashland, Wisconsin.
Ce phare est inscrit au Registre national des lieux historiques depuis le 1er mars 2007 sous le n° 07000103 .

## Historique
Ce phare a été mis en service en 1905 sur le brise-lames protégeant le port d'Ashland.
Un logement de gardien de phare et un hangar à bateaux, construits en 1916, sont situés à environ 3,2 km de la lumière. Il y a des logements supplémentaires aux deuxième et troisième étages du phare. Il n'est accessible qu'en bateau.
Le site est géré par le National Park Service à travers l'Apostle Islands National Lakeshore.

## Description
Le phare  est une tour pyramidale à base carrée en béton armé  de 17 m de haut, avec une galerie et une lanterne circulaire. Le phare est peint en blanc et le dôme de la lanterne est rouge.
Il émet, à une hauteur focale de 18 m, un bref éclat blanc de 0.6 seconde par période de 6 secondes. Sa portée est de 7 milles nautiques (environ 13 km).

## Caractéristiques dufeu maritime
Fréquence : 6 secondes (W)
- Lumière : 0.6 seconde
- Obscurité : 5.4 secondes

Identifiant : ARLHS : USA-019 ; USCG :  7-15310 .

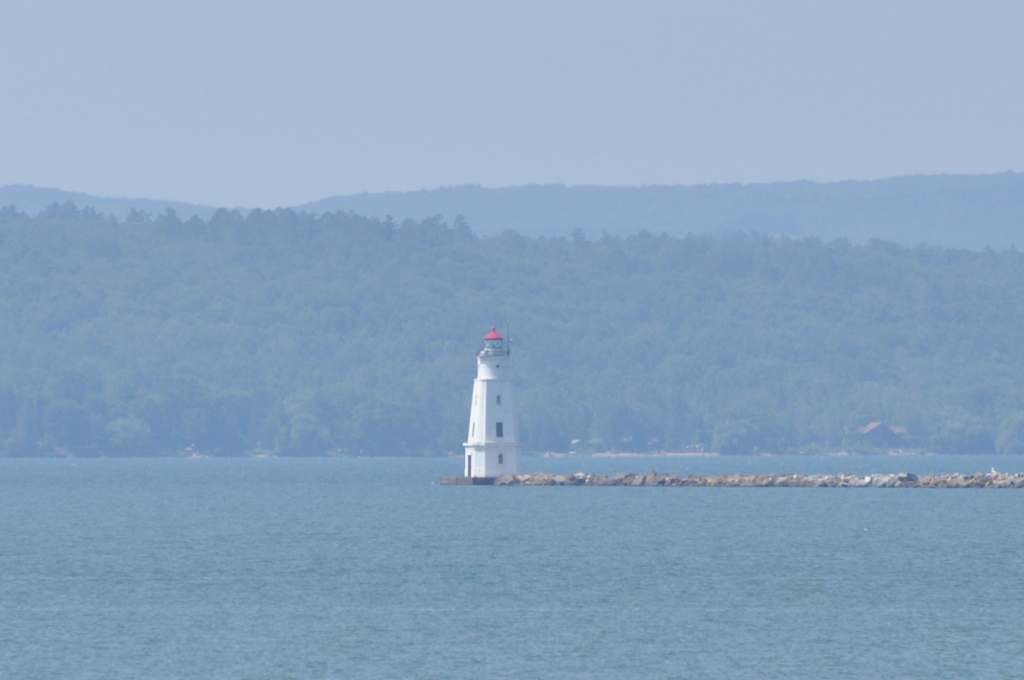
Le phare
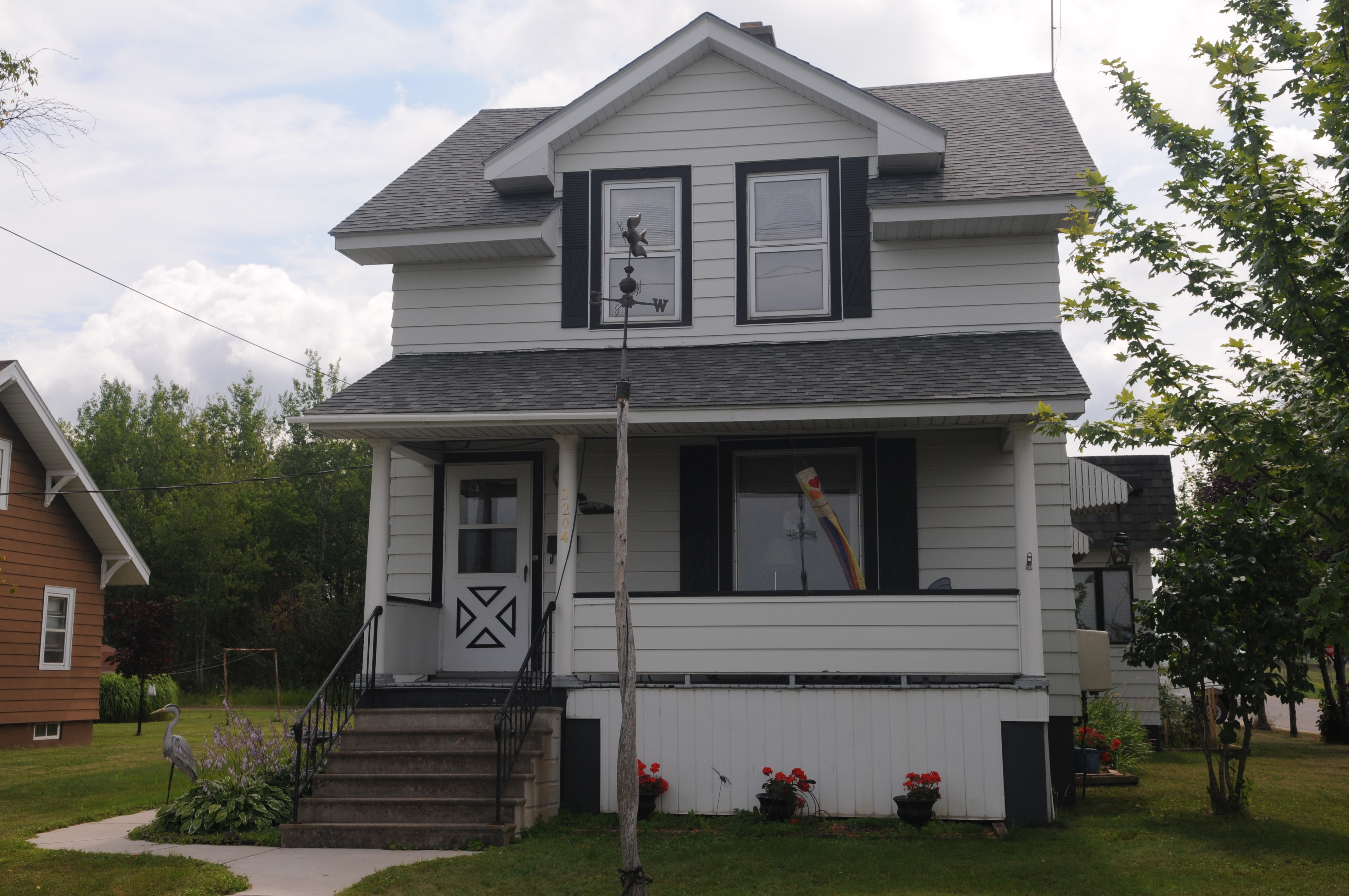
Maison de gardien
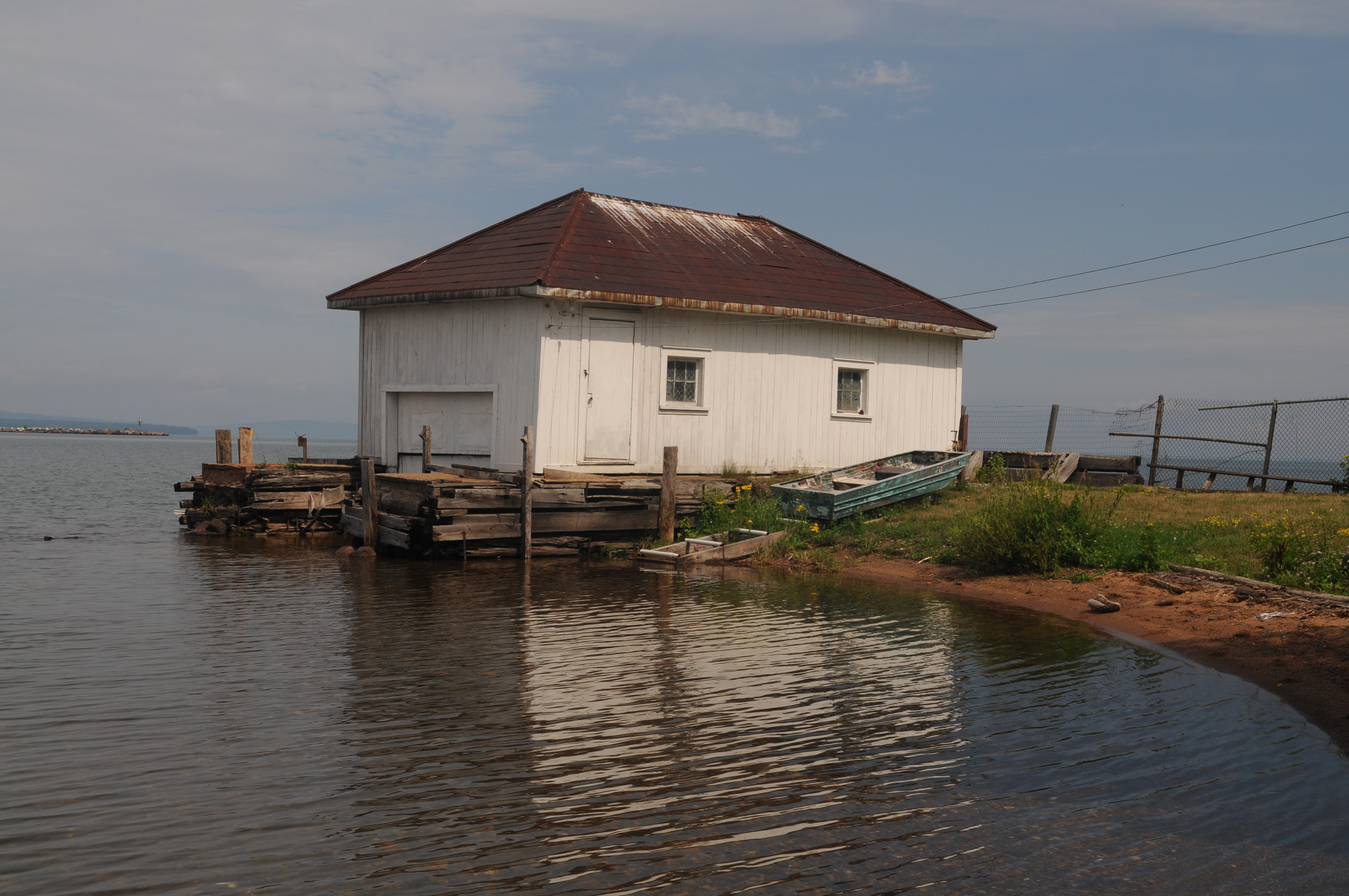
Hangar à bateau

### Lien connexe
- Liste des phares du Wisconsin